# Raymond Guilloré
Raymond Guilloré, né le 20 novembre 1903 à Ivry-sur-Seine (Seine) et mort le 5 juillet 1989 à Draguignan (Var), est un instituteur, membre du Parti communiste de 1926 à 1933, syndicaliste révolutionnaire, rédacteur de La Révolution prolétarienne.

## Biographie
Fils d'un ouvrier métallurgiste, Raymond Guilloré subit l'influence de son frère aîné, René, ouvrier tôlier-chaudronnier et militant anarcho-syndicaliste.
Instituteur, il adhère au Parti communiste à Vitry-sur-Seine où il habite dans un pavillon appartenant à sa mère. L'administration le déplace d'office de Vitry à Alfortville en raison de son militantisme politique et syndical.
En janvier 1930, il quitte l'école Étienne-Dolet d'Alfortville, se met en disponibilité et devient permanent pour quelques mois. Dès octobre 1931, il reprend son métier d'instituteur qu'il exerce jusqu'à la retraite.
La direction du PC le désigne, en 1932, pour aller dans le Vaucluse remplacer Joseph Duffaut, candidat communiste aux élections législatives de mai, tombé malade. Il se présente dans l'arrondissement d'Orange contre Édouard Daladier et recueille 2 038 suffrages sur 14 540 votants et 13 767 suffrages exprimés. Daladier est élu au premier tour avec 9 148 voix.
En 1933, le Comité central du PC prononce l'exclusion de Guilloré pour solidarité avec sa femme, Charlotte Caspar, alors chef de laboratoire du dispensaire de Vitry-sur-Seine, et exclue avant lui.
Un des principaux porte-parole de la fraction communiste de la Fédération unitaire de l'enseignement dans la Seine, Guilloré a été élu le 8 novembre 1928 secrétaire à la propagande et a fondé le groupe des Jeunes de l'enseignement laïc dont il assure le secrétariat. Le syndicat lui a confié la gérance de L'Émancipé, organe corporatif.
En 1933, il rejoint la majorité fédérale qu'il a combattue pendant plusieurs années. Après l'unité syndicale de 1936, il est l'un des porte-parole de la tendance École émancipée dans les congrès du SNI. Guilloré participe avec Eugène Galopin et Michel Collinet, en janvier 1937, à la création du Cercle syndicaliste « Lutte de classe» dont il est un des principaux animateurs. II participe à la grève nationale du 30 novembre 1938.
En 1942, l'administration le somme de préciser ses activités politiques passées et son état d'esprit actuel. Guilloré répond de façon à éviter la révocation. Cette lettre, publiée par ses adversaires communistes à la Libération, provoque l'« affaire Guilloré ». La sous-section du SNI du XXe arrondissement vote le 21 janvier 1946 une motion qui « déplore, avec Guilloré d'ailleurs, le fait en lui-même, mais lave le camarade Guilloré de tout soupçon concernant une prétendue soumission au gouvernement Pétain » et elle le confirme dans ses fonctions de secrétaire. La commission des conflits du conseil syndical de la Seine adopte une position proche (Bulletin des amis de l'école émancipée, 5 juin 1946).
Il rejoint, sous l'influence de Pierre Monatte et de Louis Mercier-Vega, le groupe de La Révolution prolétarienne et participe à la revue du même nom. Il y tient la chronique de l'Union des syndicalistes. Les militants lui confient la direction de la publication en 1970 et la présidence de la coopérative Les Éditions syndicalistes. Le 31 décembre 1981, il met fin de lui-même à ces fonctions.
Il était marié avec Charlotte Caspar, l'ancienne épouse de Wislaw Vujovic, avocat yougoslave, militant de l'Internationale communiste disparu en URSS après les purges de 1934-1935, et éleva leur fils Wladimir (1922-1988), qui, sous le pseudonyme de Michel Auclair, devint un acteur de renom.

## Publication
- Les Trois phases de la révolution socialiste, Éditions syndicalistes, 1972.

## Notices
- Dictionnaire des anarchistes, « Le Maitron » : notice biographique.
- Dictionnaire biographique, mouvement ouvrier, mouvement social : notice biographique.
- René Bianco, 100 ans de presse anarchiste : notice.